# Quintus Caecilius Metellus Pius

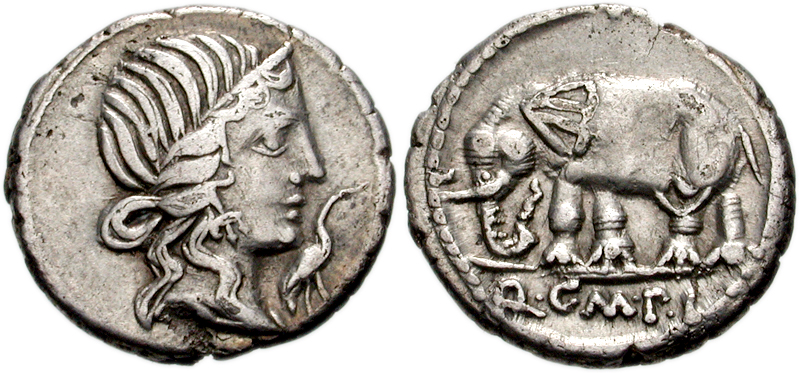
Denar des Quintus Caecilius Metellus Pius

Quintus Caecilius Metellus Pius (* um 128 v. Chr.; † 64/63 v. Chr.) war ein römischer Politiker optimatischer Gesinnung, der im Jahr 80 v. Chr. das Konsulat erreichte. Als Feldherr führte er ein Kommando im Bundesgenossenkrieg, im Bürgerkrieg auf Seiten Sullas gegen Marius und schließlich im Krieg gegen Quintus Sertorius, für dessen Niederringung er gemeinsam mit Gnaeus Pompeius Magnus einen Triumph zuerkannt bekam. Er bekleidete außerdem das hohe Priesteramt des Pontifex maximus.

## Jugend
Der aus einer der mächtigsten plebejischen Gentes stammende Quintus Caecilius Metellus wurde um 128 v. Chr. geboren und war der einzige Sohn des Quintus Caecilius Metellus Numidicus, unter dem er 108 v. Chr. in Africa im Krieg gegen Jugurtha diente. Seinen Beinamen Pius (etwa: „der Pflichtgetreue“) erhielt er, weil er sich 99 v. Chr. für die Rückberufung seines Vaters aus der Verbannung einsetzte.

## Feldherr in Italien und Exil
Er war 89 oder 88 v. Chr. Prätor und in den folgenden Jahren Promagistrat mit militärischem Kommando. Im Jahr 88 v. Chr. kämpfte er im Bundesgenossenkrieg in Apulien und nahm Venusia ein. In einer Schlacht besiegte er den Feldherrn der Marser, Quintus Poppaedius Silo, der dabei umkam. Nachdem Sulla in den Osten gegen Mithridates abgezogen war, bedrohten die Popularen unter der Führung Cinnas und Marius’ Rom. Metellus Pius führte damals gerade Krieg gegen die Samniten und wurde vom Senat angewiesen, mit dem Stamm Frieden zu schließen, um dann die Hauptstadt gegen die Popularen schützen zu können. Jedoch schienen ihm die Friedensbedingungen unannehmbar, weshalb sich die Samniten kurz darauf mit den Popularen einigten. Zurück in Rom gehörte er zu jener Senatsgesandtschaft, die erfolglos mit Cinna verhandelte. Nach der Einnahme Roms durch diesen zog er sich nach Nordafrika zurück, wo seine Familie durch zahlreiche Klienten unterstützt wurde. Er versuchte dort eine Armee auszurüsten, bis er von dem cinnanischen Feldherrn Gaius Fabius Hadrianus vertrieben wurde und wahrscheinlich nach Ligurien floh.

## Kommando während des Bürgerkrieges
Als Sulla im Jahr 83 v. Chr. nach Italien zurückkehrte, war Metellus einer der ersten Senatoren und darunter der einzige Prokonsul, der sich ihm anschloss. Im darauffolgenden Bürgerkrieg zwischen Marius und Sulla war er einer der wichtigsten Feldherren des Letzteren. Nach Erfolgen in Apulien und Kampanien gegen die Konsuln Gaius Norbanus und Scipio Asiaticus, die er gemeinsam mit Sulla errang, zog er mit seiner Armee nordwärts, wo er am Fluss Aesis zuerst Gnaeus Papirius Carbos Legaten, Gaius Carrinas, und bei Faventia Norbanus und Carbo selbst schlug. Daraufhin wechselten zahlreiche gegnerische Verbände sowie die keltischen Gebiete südlich der Alpen auf seine Seite.
Nach Sullas Sieg über die Popularen wurde Metellus Pontifex maximus, nachdem er seit etwa 97 v. Chr. bereits Pontifex gewesen war. Als Lohn für seine Verdienste im Bürgerkrieg übernahm er für das Jahr 80 v. Chr. zusammen mit Sulla das Konsulat. Dies nutzte er unter anderem dazu, um Quintus Calidius, der als Volkstribun den Antrag zur Rückberufung seines Vaters gestellt hatte, bei seiner Kandidatur um die Prätur zu unterstützen.

## Befehlshaber im Sertoriuskrieg
Anschließend wurde Metellus als Prokonsul in die Provinz Hispania ulterior gesandt, um den rebellischen Quintus Sertorius zu bekämpfen und mit ihm die letzten Reste des Bürgerkriegsgegners zu beseitigen. In den ersten beiden Jahren versuchte Metellus von seiner im Süden der iberischen Halbinsel gelegenen Provinz aus, Offensiven Richtung Lusitanien zu starten, die aber durch die Guerillataktik des Gegners gestoppt oder zurückgeworfen wurden. Als die Armee des Sertorius 77 v. Chr. auch noch durch die nach dem gescheiterten Lepidus-Aufstand fliehenden Truppen verstärkt wurde, sandte der Senat Pompeius zur Unterstützung des Metellus. Während Pompeius bei Lauro, im Osten der iberischen Halbinsel, eine Niederlage gegen Sertorius einfuhr, gelang es Metellus im Süden, den Unterfeldherrn Lucius Hirtuleius bei Italica zu besiegen. Als nach zahlreichen Scharmützeln schließlich alle Armeen des hispanischen Kriegsschauplatzes bei Segontia im Jahr 75 v. Chr. aufeinandertrafen, schlug Metellus zuerst den Unterfeldherrn Perperna und schließlich Sertorius selbst. Hierauf wurde er zum Imperator ausgerufen, zahlreiche gegnerische Truppen liefen zu ihm über und Sertorius wagte bis zu dessen Ermordung keine offene Feldschlacht mehr.
Metellus und Pompeius beendeten den Krieg aufgrund der vom Gegner wiederaufgenommenen Guerillataktik, die lange keine Entscheidung brachte, erst 71 v. Chr. und wurden für ihre Siege in Hispanien mit einem Triumphzug geehrt. Für seinen Feldzug gegen Sertorius erntete Metellus den Respekt der römischen Militärhistoriker, insbesondere des Frontinus, der in seinem Buch Strategemata häufig auf seine Taten verweist.

## Lebensabend
Nach der Rückkehr nach Rom scheint sich Metellus aus der Politik zurückgezogen zu haben. Vor Gericht jedoch trat er 66 v. Chr. gegen Catilina und im darauffolgenden Jahr gegen Gaius Cornelius auf.
Er starb um 63 v. Chr. Sein Adoptivsohn war Quintus Caecilius Metellus Pius Scipio, der im Jahr 52 v. Chr. Konsul wurde.

## Münzprägung
Im Namen des Metellus Pius sind drei verschiedene Denartypen überliefert, die in den Jahren 82 und 81 v. Chr. geprägt wurden. In diesen Jahren war die Stadt Rom wieder in der Hand Sullas, während sich Teile Norditaliens noch in der Hand der Marianer befanden. Der Denar des Jahres 82 v. Chr. wurde von Metellus Pius geprägt, nachdem Sulla alle Beamten des laufenden Jahres, auch die Münzmeister, abgesetzt hatte. Die beiden  Denare des Folgejahres trugen einen Storch, ein Symbol für die Pietas als Beizeichen.

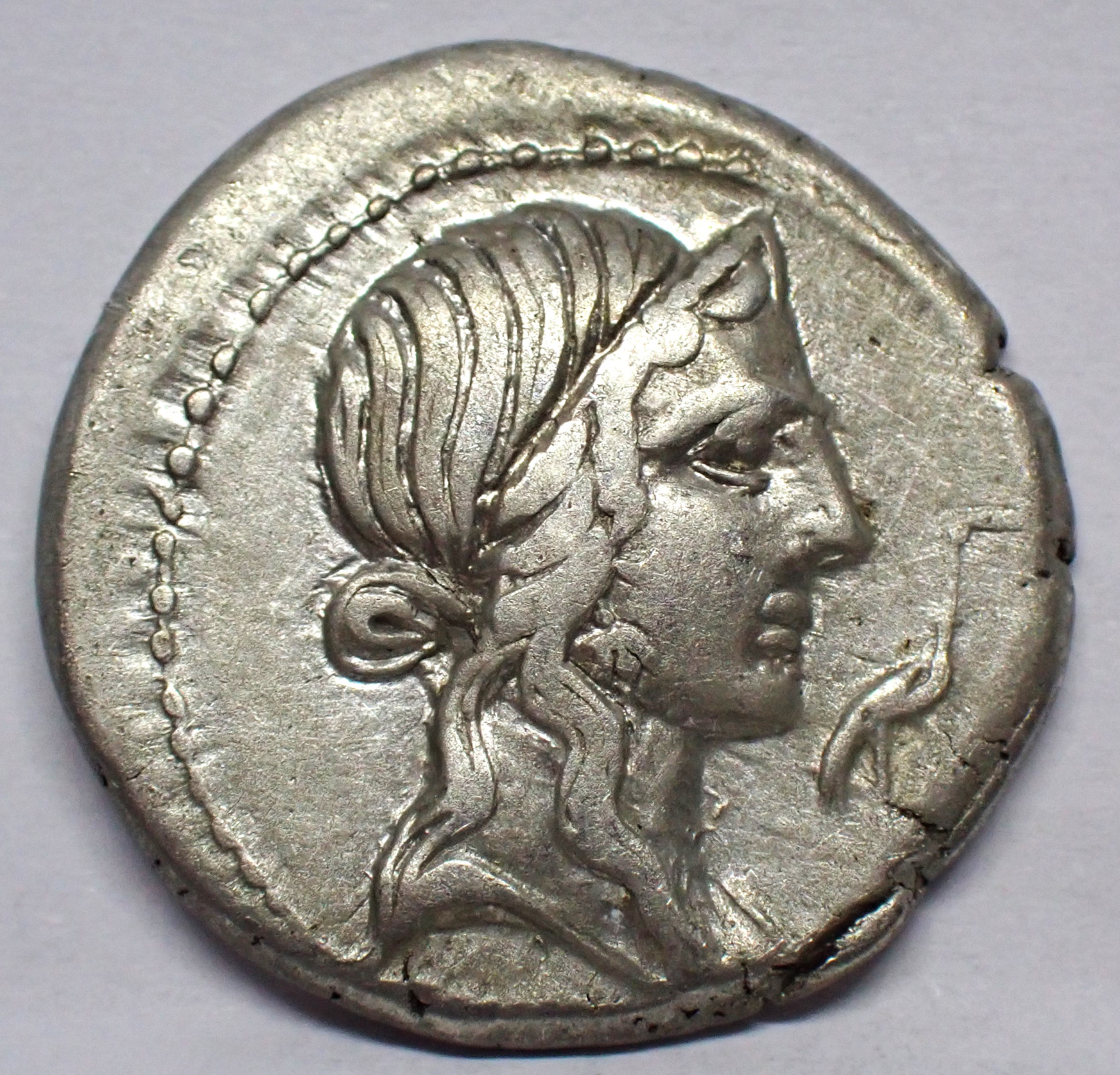
Denar des Metellus Pius, Albert 1267, Avers

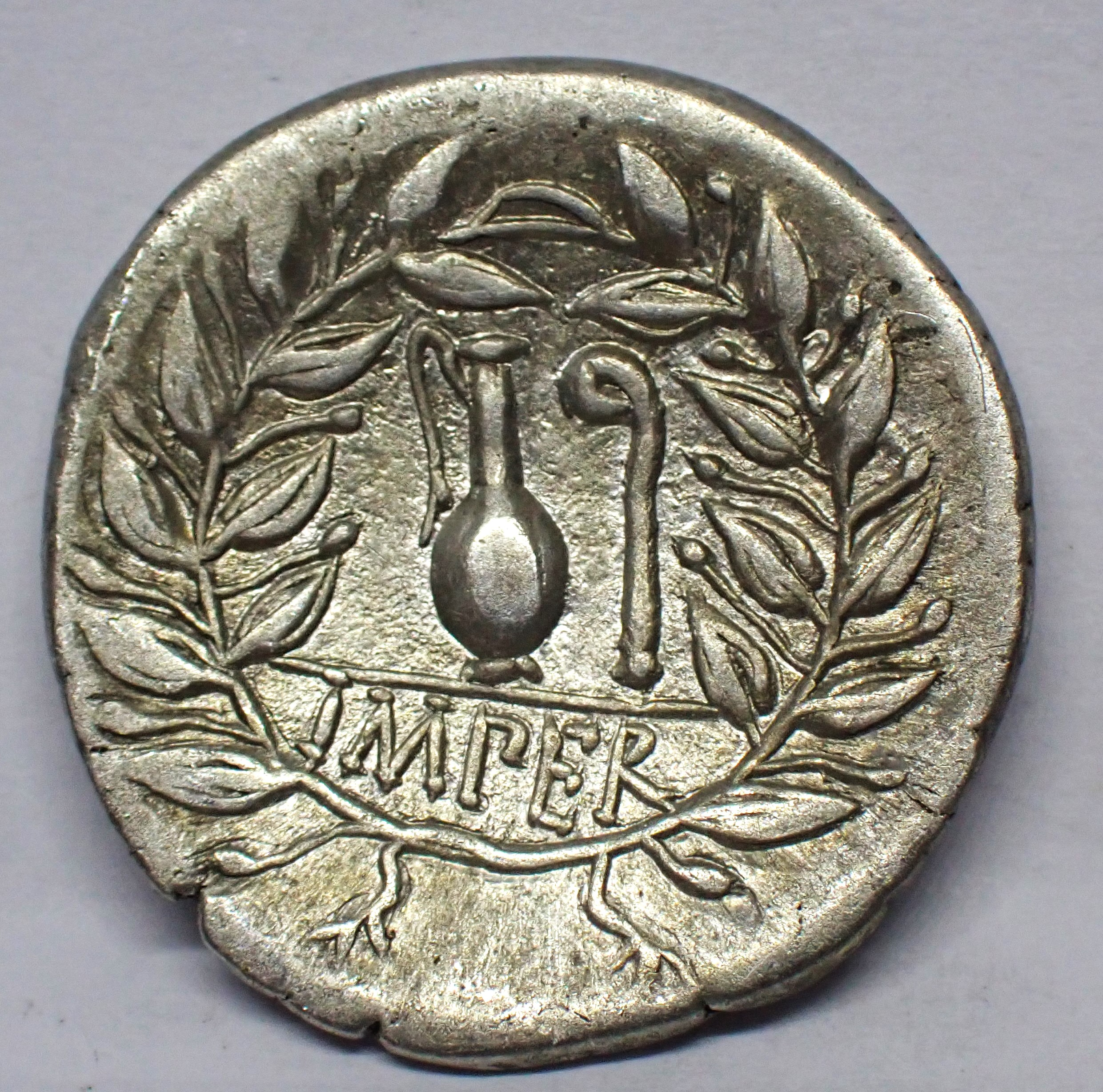
Denarrevers, Albert 1267